# Ero guro
Az ero guro ("Erotic Grotesque") leginkább a japán képregény (manga), és rajzfilm (anime) pornográf műfajának, a hentai-nak egyik formája. Legfontosabb jellemzői az emberekkel (vagy más élőlényekkel) folytatott bizarr, erőszakos, esetenként szadista jellegű szexuális kapcsolat, súlyos bántalmazás, vagy halálokozás ábrázolása.

## Előzmény
Az ero guro alapjai a Japánban kínai közvetítéssel a 13–15. században megjelent, eredetileg orvosi célokat szolgáló sunga selyemszövetre festett alkotásaiból eredeztethető, a szigetországban pedig a 16–18. században nyerte el ma ismert erotikus művészetét. A shunga fametszetekre alkotott stílusa a 20. században kezdett átalakulni, amikor Tokióban kezdték vegyíteni a nemzet történelmének véres fejezeteivel, ennek népszerűsége pedig a második világháború után továbbnövekedett.
A stílus később zenei, illetve filmes irányzatot is kapott, de alapjaiban véve továbbra is a hagyományos rajzolt képi világ dominált, történeteit pedig gyakran a valóságból merítette, például Furuta Junko esetéből.

## Stílusa
Az ero guro nehezen körülhatárolható, a zenei irányzat (például a japán visual kei) leginkább a szó második felével él, így csak a rajzolt/animált illetve az élőszereplős filmek tudják mutatni jellegzetességeit. Alanyai fizikai szenvedésnek, durva sérüléseknek, kínzásnak (szadomazochizmus) vannak kitéve, de előfordul haláltusájuk, kivégzésük (kéjgyilkosság) ábrázolása is. Gyakran különféle parafíliák (aszfixiofília; agalmatofília; nekrofília; vorarefília; teratofília) is megjelennek bennük.
A stílussal foglalkozó egyik legismertebb oldal a GUROChan

## A zenében
Az eroguro kei (エログロ系) a visual keiben az erotikát és a groteszket ötvözi, horrorba illő színpadi jelenetekkel, bizarr sminkkel és öltözékkel Legismertebb képviselője a Cali Gari együttes.